# Cottocomephorus grewingkii
Cottocomephorus grewingkii är en fiskart som först beskrevs av Benedykt Dybowski, 1874.  Cottocomephorus grewingkii ingår i släktet Cottocomephorus och familjen Cottocomephoridae. Inga underarter finns listade i Catalogue of Life.